# Naratriptan
Naratriptan (INN) is een geneesmiddel dat behoort tot de groep van triptan-antimigrainemiddelen. Dit zijn selectieve serotonine(5-HT1)-agonisten (ATC-code N02CC).
Naratriptan is ontwikkeld door de Britse Glaxo Group en kwam in 1997 internationaal op de markt. GlaxoSmithKline verkoopt het onder de merknaam Naramig. In 2010 verschenen de eerste generieke geneesmiddelen op basis van naratriptan, zoals Acralid van Eurogenerics dat op 1 juli 2010 in België werd vergund, Naratriptan Teva of Naratriptan Sandoz.

## Werking
Naratriptan werkt enkel tijdens een migraineaanval; het kan de aanval niet voorkomen. Tijdens een migraineaanval verwijden de bloedvaten in de hersenen sterk; naratriptan doet ze weer vernauwen. Door het selectief activeren van de serotoninereceptoren 5-HT1B en 5-HT1D zorgt naratriptan er ook voor dat er minder stoffen vrijgezet worden die ontstekingen kunnen veroorzaken, waardoor de hoofdpijn vermindert. Naratriptan wordt voorgeschreven wanneer gewone pijnstillers onvoldoende helpen.
Naratriptan is verkrijgbaar in tabletvorm met 2,5 mg actieve stof (als naratriptanhydrochloride). Het is even werkzaam als sumatriptan, maar werkt langzamer. Naratriptan begint één uur na inname te werken en na ongeveer vier uur is het effect het grootst.

## Bijwerkingen
De belangrijkste bijwerkingen zijn: maag-darmklachten, duizeligheid, vermoeidheid, sufheid en grieperig gevoel.